# Basiszinskurve
Die Basiszinskurve ist eine Zinskurve, die sich aus den am Bewertungsstichtag erzielbaren Renditen risikoloser und im Vergleich zum Zahlungsstrom des zu bewertenden Unternehmens laufzeitäquivalenten Kapitalmarktanlagen ergibt. Es handelt sich um eine modellhafte Zinskurve, die am Markt direkt nicht beobachtet werden kann. Diese Kurve wird gemäß den Empfehlungen des Institut der Wirtschaftsprüfer in Deutschland e.V. (IDW) in der Unternehmensbewertung verwendet.

## Der Basiszinssatz in der Unternehmensbewertung
Bei der Bewertung eines Investitionsobjektes werden die Zahlungsströme mit der erzielbaren Rendite der besten alternativen Kapitalmarktanlage verglichen. Zur Schätzung der erzielbaren Rendite kann auf Kapitalmarktmodelle wie dem CAPM zurückgegriffen werden. Dies hat sich insbesondere in der Unternehmensbewertungspraxis etabliert. In diesem Modellrahmen setzt sich der resultierende Kalkulationszinsfuß aus einem risikolosen Basiszinssatz und einem Risikozuschlag zusammen. Der Basiszinssatz kann grundsätzlich auf Basis einer stichtagsbezogenen Zinsstrukturkurve ermittelt werden. In der Praxis hat sich hierfür der von Nelson und Siegel entwickelte und von Svensson erweiterte Ansatz durchgesetzt. Dieser Ansatz wird vom Institut der Wirtschaftsprüfer in Deutschland e.V. (IDW) empfohlen.

### Zinsstrukturkurven in der Bewertungstheorie
Bei der Bewertung eines Investitionsobjektes auf Basis einer der Discounted Cash flow-Methoden bzw. der Ertragswertmethoden werden die bewertungsrelevanten Zahlungsströme im Zähler mit der besten alternativen Kapitalmarktanlage verglichen. Die erwarteten Zahlungen aus der Alternativanlage müssen hinsichtlich zeitlicher Struktur (Laufzeitäquivalenz), Verfügbarkeit (Stichtagsprinzip), und Risiko denen aus der Investition zu erwartenden Zahlungen äquivalent sein (Äquivalenzprinzipien in der Bewertung).

#### Risikoäquivalenz des Basiszinssatzes
Der Basiszins ist dabei die im Bewertungsstichtag erzielbare Rendite einer risikolosen und im Vergleich zum Zahlungsstrom des zu bewertenden Unternehmens laufzeitäquivalenten Kapitalmarktanlage. Die risikolose Alternativanlage darf keine wesentlichen Ausfall-, Termin- und Währungsrisiken aufweisen. Da ein risikoloser Schuldner im engen Sinne nicht existiert, wird in der Praxis zur Bestimmung des Basiszinses auf „quasi“-sichere Renditen von lang laufenden Kuponanleihen von Staaten mit guter Bonität abgestellt. Das Ausfallrisiko von Staaten mit einem AAA-Rating wurde meistens als vernachlässigbar angesehen und kam dem Ideal (kreditausfall-)risikofreier Anleihen sehr nahe. Im gegenwärtigen Umfeld der Staatsschuldenkrise ist diese Annahme jedoch zunehmend kritischer zu sehen und kann keinesfalls pauschal für alle Länder und Währungen ohne vorherige Prüfung der Ausfallrisiken, z. B. anhand des CDS Marktes, unterstellt werden.

#### Laufzeitäquivalenz des Basiszinssatzes
Die Theorie verlangt, zukünftige Zahlungen mit zeitlich kongruenten, d. h. laufzeitspezifischen, Diskontierungssätzen zu verbarwerten. Diese Vorgehensweise wird in Deutschland für Zwecke der Unternehmensbewertung vom IDW grundsätzlich bestätigt. In der gängigen Bewertungspraxis wird jedoch häufig der Zahlungsstrom mit nur einer über die Laufzeit konstanten Rendite abgezinst, die z. B. anhand von Bundesbankobligation mit einer Laufzeit von 20 Jahren abgeleitet wurde. Die zu diskontierenden Zahlungsströme im Rahmen von Unternehmensbewertungen sind i. d. R. lang läufig oder umfassen einen unendlichen Zeitraum ( Going Concern Prämisse, Grundsatz der Unternehmensfortführung); daher werden Anleihen mit Laufzeiten von 20 oder 30 Jahren oft als ausreichende Approximation angesehen, um die geforderte Laufzeitäquivalenz für diesen langfristigen Zahlungsstrom im Durchschnitt zu erfüllen. Diese Vereinfachung vernachlässigt jedoch weitestgehend die aktuelle Zinsstruktur. Außerdem ist diese Vorgehensweise in der Praxis recht willkürlich, da die Wahl für 10-, 20- oder 30-jährige Anleihen oft unzureichend begründet und zudem fallbezogen recht unterschiedlich behandelt wird. Gleichwohl stellt es auch international die dominierende Vorgehensweise dar.

#### Unterschied von Renditestruktur- vs. Zinsstrukturkurve
Neben dem Risiko- und der Laufzeitäquivalenz muss der Unterschied von Rendite- zu Zinsstruktur beachtet werden. Während bei der Renditenberechnung sämtliche Zahlungsströme mit derselben Rate (Effektivzins  oder engl. yield to maturity) auf Gegenwartswerte diskontiert werden, wird im Rahmen der Zinsstrukturschätzung jeder Zahlungsstrom mit dem Zinssatz diskontiert, der abhängig von Wiederanlagetermin und -frist nach den gegenwärtigen Marktverhältnissen zu erwarten ist (sog. spot rate, Nullkuponrenditen, oder engl. zerobond rates). Spot rates entsprechen den Renditen von Nullkuponanleihen mit einer Laufzeit vom Bewertungszeitpunkt bis zum Zahlungszeitpunkt. Letztere sind bei nicht flachen Zinsstrukturen die den zeitpunktspezifischen (sicheren oder sicherheitsäquivalenten) Unternehmensüberschüssen gegenüberzustellenden Alternativrenditen. Den Zusammenhang zwischen den (Kassa-)Zinssätzen und Laufzeiten von Nullkuponanleihen ohne Kreditausfallrisiko bezeichnet man als Zinsstruktur. Die Verwendung der Renditestruktur anstelle der Zinsstruktur vernachlässigt dagegen das Wiederanlagerisiko der Kuponzahlungen. Die Renditen und die Zinsen von Kuponanleihen sind somit nur dann identisch, wenn eine horizontale Zinsstruktur vorliegt. Nur bei einer flachen Zinsstruktur ist die Verwendung von Renditekurven akzeptabel. Aus diesem Grund sind die Nullkuponrenditen für die Barwertberechnung von über einen Zeitraum anfallenden Zahlungsströmen wie im Rahmen von Unternehmensbewertungen besser geeignet.

### Methoden zur Schätzung der Zinsstrukturkurven
Eine kontinuierliche Zinsstrukturkurve wäre direkt am Rentenmarkt beobachtbar, wenn für jede Fristigkeit die Notierung einer Nullkuponanleihe mit geringem Ausfallrisiko vorhanden wäre. Aus den Kursen von Nullkuponanleihen lassen sich direkt die Zinssätze für die entsprechenden Laufzeiten ablesen, da der Preis einer Nullkuponanleihe identisch zu dem Wert der Diskontfunktion des entsprechenden Zinssatzes ist. In anderen Worten, die Diskontfunktion beschreibt den Gegenwartswert einer Einheit, die zu einem zukünftigen Zeitpunkt gezahlt wird. Daher bezeichnet man den Diskontfaktor auch als Nullkuponanleihe-Preis.
{\displaystyle P_{t}=\left[{\frac {1}{(1+z_{t,M})^{M}}}\right]\cdot N\,}
Es gibt aber nur eine geringe Zahl solcher Anleihen, dass es sich bei dem überwiegenden Anteil der im Umlauf befindlichen Anleihen um Kuponanleihen handelt. Dazu kommt, dass die beobachtbare Renditestrukturkurve im Laufzeitbereich über 10 Jahre Lücken aufweist. Auch separat gehandelte Zinsansprüche (sogenannte Strips), die den Charakter von Nullkuponanleihen haben, werden in der Praxis meist aufgrund der mangelnden Liquidität der Kurse, steuerinduzierten Klienteleffekte oder der höheren Konvexität am langen Ende, nicht als Alternative gesehen.
Alternativ könnten die Zinssätze auch direkt aus Preisen von Zinsswaps, Forward Rate Agreement und Zinsfutures abgelesen werden. Dies würde den möglichen Schätzfehler eines Zinsmodells vermeiden, hat aber den Nachteil, dass Preise aus sehr unterschiedlichen Instrumenten aggregiert und verglichen werden, was Probleme hinsichtlich der Homogenität der Daten erzeugt. Außerdem beinhalten diese Instrumente ein nicht unwesentliches Kontrahentenrisiko (engl. counterparty risk). Daher ist die indirekte Ableitung der Zinsstrukturkurve aus den Renditen von Kuponanleihen das theoretisch bessere und konsistentere Vorgehen.
Im Fall einer mehrjährigen Kuponanleihe ist es nicht möglich den Zinssatz direkt abzulesen, da zu unterschiedlichen Zeitpunkten Zahlungen anfallen. Um Nullkuponzinssätze ermitteln zu können, müssen diese einzelnen Zahlungen nicht mit konstanten, sondern mit laufzeitenspezifischen Zinssätzen diskontiert werden. Die Bestimmungsgleichung des Kurses der Kuponanleihe enthält also mehrere Unbekannte, weshalb die Zinssätze iterativ ermittelt werden müssen. Dazu werden aus einer vorgegebenen Zinsstrukturkurve theoretische Renditen errechnet und den beobachteten Umlaufsrenditen gegenübergestellt. Für die Schätzung kontinuierlicher Zinsstrukturkurven aus den Renditen von Kuponpapieren muss, ebenso wie im Fall der Schätzung von kontinuierlichen Renditenstrukturkurven, eine Modellannahme über den funktionalen Zusammenhang zwischen Zinssätzen und Laufzeiten getroffen werden. Aus der Vielzahl der existierenden Modellansätze hat sich der von Nelson und Siegel entwickelte und von Svensson erweiterte Ansatz als gute Kompromisslösung durchgesetzt. In dem Nelson/Siegel/Svensson-Modell wird der Zinssatz als die Summe aus einer Konstanten und verschiedenen Exponentialtermen sowie als Funktion von insgesamt sechs Parametern definiert. Das Modell schätzt eine kontinuierliche stetige Zinsstrukturkurve. Daher müssen die nach der Svensson-Methode ermittelten stetigen Zinsen in diskrete Zinsen übergeführt werden um wie üblich als diskrete Diskontfaktoren in der Bewertung Anwendung zu finden.
Die Bundesbank, die Europäische Zentralbank und die Federal Reserve (FED) schätzen auf täglicher Basis die Parameter für die Svensson-Gleichung. Der Arbeitskreis für Unternehmensbewertung (AKU) des IDW empfiehlt aus Gründen der Nachvollzieh- und Objektivierbarkeit für die Modellparameter auf die Daten der Bundesbank zurückzugreifen. Verwendet man die Daten der Bundesbank, ist allerdings zu beachten, dass die von der Bundesbank veröffentlichenden Parameter direkt zu diskreten Zinsen führen, da die Bundesbank die Diskontierungsfunktion abweichend von der Vorgehensweise in Svensson berechnet.

### Fortschreibungen der Zinsstrukturkurve
Zinsstrukturkurven können aufgrund der beobachtbaren Renditen in den meisten Fällen über mindestens 30 Jahre geschätzt werden. Zur Diskontierung weiter entfernt liegender Zahlungen ist eine Annahme über den weiteren Verlauf der Zinsstrukturkurve zu treffen. In der Praxis wie auch in der Theorie, werden die Parameter der Bundesbank und die Svensson-Formel dazu verwendet, die Zinsen zu extrapolieren. Die langfristig extrapolierten Zinssätze konvergieren gegen den Wert der Konstanten β0, da der Beitrag der Exponentialterme mit zunehmender Laufzeit gegen Null geht. Dieser Grenzwert stellt somit einen langfristigen Zinssatz da. Beachtet werden sollte aber, dass dem Svensson-Modell in Bezug auf die Vorhersagbarkeit der Zinsstruktur Grenzen auferlegt sind. Vor dem Hintergrund der Anwendung in der Unternehmensbewertung, ist jedoch die vereinfachende Annahme, dass das Svensson-Modell auch zur Extrapolation der Zinsstruktur für die Laufzeit größer 30 Jahre dienen kann, in den meisten Fällen akzeptabel.

### Laufzeitspezifische vs. Laufzeitkonstanten Basiszinssätze
Der IDW schlägt für die praktische Unternehmensbewertung vor für den Fall moderat wachsender finanzieller Überschüsse des Bewertungsobjektes, anstelle von laufzeitspezifischen Zinsen, einen (typisierten) einheitlichen laufzeitkonstanten Basiszinssatz zu verwenden. Dadurch will man die Vergleichbarkeit erleichtern und gleichzeitig die Komplexität der Modellierung verringern, da der Praktiker so auf final berechnete Basiszinssätze zum Stichtag zurückgreifen kann (siehe z. B.) und eine aufwendige periodenspezifische Diskontierung nicht vorgenommen werden muss.
Der einheitliche Basiszins ergibt sich aus der Forderung nach Barwertäquivalenz. Er entspricht dem Zins, der bei einer gegebenen Zahlungsstruktur den gleichen Barwert liefert wie die Diskontierung mit laufzeitspezifischen Zinssätzen. Ab August 2008 berechnet der IDW diesen so genannten barwertäquivalenten einheitlichen Basiszinssatz auf Basis der von der Deutschen Bundesbank geschätzten Daten für 30 Jahre. Zudem unterstellt der IDW konstant wachsende Zahlungen und empfiehlt für die meisten Fälle die Verwendung einer typisierten Wachstumsrate von 1 % verwenden. Ab dem 31. Jahr wird die Zinsstrukturkurve konstant auf Basis des 30. Jahres fortgeschrieben. Die Formel für den typisierten barwertäquivalenten Basissatz lautet:
{\displaystyle \sum _{t=1}^{\infty }{\frac {CF_{0}\cdot (1+g)^{t}}{(1+i_{0,t})^{t}}}=\sum _{t=1}^{\infty }{\frac {CF_{0}\cdot (1+g)^{t}}{(1+i_{e})^{t}}}={\frac {CF_{0}\cdot (1+g)}{i_{e}-g}}\rightarrow i_{e}={\frac {(1+g)}{\sum _{t=1}^{\infty }{\frac {(1+g)^{t}}{(1+i_{0,t})^{t}}}}}+g} 
Dieser barwertäquivalente konstante Basiszinssatz hat sich in der deutschen Bewertungspraxis als quasi-Standard durchgesetzt wird aber in der Theorie und Praxis durchaus kontrovers diskutiert.

### Stichtag versus Durchschnittsbildung, typisierte Rundung gemäß IDW
Das Svensson-Schätzverfahren ermöglicht die theoretisch stichtagsgenaue Ermittlung eines Zerobond-Zinssatzes für jede Laufzeit. Das IDW empfiehlt jedoch aus den täglichen Zinsstrukturkurven der letzten drei Monate Durchschnittszinsen je Laufzeit zu ermitteln und zudem den typisierten barwertäquivalenten Basiszinssatz auf 25 Basispunkte zu runden.
Mit der Durchschnittsbildung werden zwei Ziele verfolgt. Erstens sollen hierdurch Schätzfehler minimiert werden. Zweitens sollen kurzfristige Markt- oder Kursschwankungen geglättet werden. Der Hauptgrund ist jedoch vermutlich, den Basiszinssatz weniger volatil zu machen und so in der Praxis die zeitliche Vergleichbarkeit von Kapitalkosten und vor allem den Aufwand für die Aktualisierung für den Praktiker zu verringern.
Der 3-Monatszeitraum orientiert sich an der Rechtsprechung zur Bestimmung eines durchschnittlichen Börsenkurses für die Bemessung von Abfindungen oder anderen rechtlich motivierten Bewertungsanlässen. Die Abrundung auf 25 Basispunkte ist eine zusätzliche Glättung. Die Durchschnittsbildung widerspricht grundsätzlich dem Stichtagsprinzip, sie ist aber genauso wie die typisierte Rundung in den meisten Fällen eine vertretbare Vereinfachung für die Bewertungspraxis.

### Unternehmensbewertungen für Zwecke der Erbschafts- und Schenkungssteuer
Bei Unternehmensbewertungen für Zwecke der Erbschafts- und Schenkungssteuern mittels des vereinfachte Ertragswertverfahrens wird der Basiszins einmal jährlich auf Basis der Zinsstruktur (Bundeswertpapiere mit jährlicher Kuponzahlung und einer Restlaufzeit von 15 Jahren) des ersten Börsentages des Jahres durch das Bundesministerium für Finanzen (BMF) vorgegeben. Der Basiszins ist für alle Bewertungsfälle des laufenden Jahres anzuwenden und beträgt seit dem 2. Januar 2015 0,99 Prozent. Die Vorgehensweise ist in § 203 Abs. 2 BewG geregelt.